# Scott Hartnell
Pour les articles homonymes, voir Hartnell.
Scott Hartnell (né le 18 avril 1982 à Regina dans la province de la Saskatchewan au Canada) est un joueur professionnel canadien de hockey sur glace. Il évolue au poste d'ailier gauche.

## Biographie

### Les Raiders de Prince Albert
Hartnell participe au repêchage bantam de 1997 et est sélectionné au premier tour en tant que septième joueur par les Raiders de Prince Albert. Il joue au cours de la saison 1997-1998 avec les Blazers de Lloydminster de la Ligue de hockey junior de l'Alberta mais participe également à une rencontre au cours de la saison dans la Ligue de hockey de l'Ouest avec les Raiders.
Il rejoint officiellement les Raiders pour la saison suivante alors qu'avec 95 points, ils finissent en-tête de leur division. Ils passent par la suite assez facilement les deux premiers tours des séries éliminatoires 4-0 puis 4 matchs à 1 mais chutent en demi-finale contre les Hitmen de Calgary, la meilleure équipe de la saison et futurs champions des séries. Hartnell inscrit dix buts et trente-quatre aides au cours de la saison puis réalise cinq passes décisives lors des quatorze rencontres auquel il participe dans les séries.
Avec quatre-vingt-deux points inscrits lors de la saison 1999-2000, Hartnell est le meilleur pointeur de son équipe lors de sa deuxième saison dans la ligue junior ; il est également le quinzième meilleur pointeur de la LHOu. Au cours de la saison, il participe au match des meilleurs espoirs de la Ligue canadienne de hockey. Les Raiders sont qualifiés pour les séries mais perdent dès le premier tour en six rencontres.

### Les Predators de Nashville

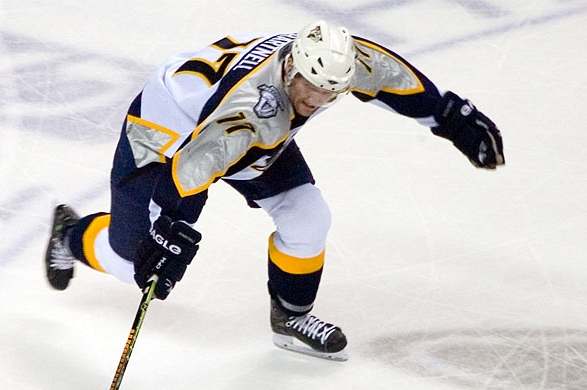
Hartnell avec les Predators en décembre 2006.

Il participe au repêchage d'entrée dans la Ligue nationale de hockey de 2000 et est le sixième choix de la séance, le premier pour les Predators de Nashville. Hartnell fait ses débuts avec les Predators dès les débuts de la saison 2000-2001 ; âgé de 18 ans et 172 jours, il est le plus jeune joueur de l'histoire de la franchise. Le premier match qu'il joue se déroule au Japon contre les Penguins de Pittsburgh ; Hartnell compte à la fin de la saison 2 buts et 14 passes décisives mais les Predators manquent les séries éliminatoires.
Au cours de la saison 2001-2002, il participe au Match des jeunes étoiles de la LNH avec son coéquipier, David Legwand. À la fin de la saison, il est le sixième pointeur de son équipe avec 41 points, 8 points derrière Cliff Ronning, le meneur de l'équipe qui manque une nouvelle fois les séries. Avec 111 minutes de pénalité, il est le deuxième joueur le plus pénalisé de son équipe avec 10 minutes de moins que Cale Hulse. Les Predators manquent une nouvelle fois les séries lors de la saison suivante alors que Hartnell compte 101 minutes, toujours deuxième derrière Hulse qui passe 121 minutes sur le banc des pénalités.
Les Predators, et Hartnell, participent pour la première fois de leur histoire aux séries éliminatoires à la fin de la saison 2003-2004 en terminant huitièmes de l'Association de l'Ouest ; ils perdent dès le premier tour des séries contre les Red Wings de Détroit, tandis que Scott Hartnell inscrit un but et deux passes décisives lors des six rencontres jouées.
La saison 2004-2005 est annulée en raison d'un lock-out et Hartnell rejoint le championnat de Norvège élite, la UPC ligaen en signant avec le club de Vålerenga Ishockey ; il aide son équipe à finir à la première place du classement de la saison régulière en inscrivant 29 points. L'équipe remporte également les séries éliminatoires avec Chris Mason dans les buts alors que Scott Hartnell termine même meilleur pointeur de la phase finale.
Il représente l'équipe du Canada lors du championnat du monde de 2006. Il inscrit un seul but lors du tournoi : au cours d'une victoire 11-0 contre la Lettonie, il marque le dernier but des Canadiens. L'équipe du Canada perd en demi-finale sur le score de 5-4 contre la Suède puis s'incline lors de la petite-finale, 5-0, contre la Finlande.

### Les Flyers de Philadelphie
Le 18 juin 2007, il est échangé en compagnie de Kimmo Timonen aux Flyers de Philadelphie en retour d'un choix de premier tour alors que les deux joueurs allaient devenir agent libre en juillet 2007 ; ils signent tous les deux un contrat de six saisons avec leur nouvelle formation, pour un montant de 25,2 millions de dollar en ce qui concerne le joueur Canadien.
Le 23 juin 2014, il est échangé aux Blue Jackets de Columbus contre R.J. Umberger et un choix de quatrième ronde au repêchage de 2015.

## Statistiques

### Statistiques en club
| Saison     | Équipe                   | Ligue      |       | Saison régulière | Saison régulière | Saison régulière | Saison régulière | Saison régulière |    | Séries éliminatoires | Séries éliminatoires | Séries éliminatoires | Séries éliminatoires | Séries éliminatoires |
| Saison     | Équipe                   | Ligue      | PJ    | B                | A                | Pts              | Pun              | PJ               | B  | A                    | Pts                  | Pun                  |                      |                      |
| 1997-1998  | Blazers de Lloydminster  | LHJA       | 56    | 9                | 25               | 34               | 82               | 4                | 2  | 1                    | 3                    | 8                    |                      |                      |
| 1997-1998  | Raiders de Prince Albert | LHOu       | 1     | 0                | 1                | 1                | 2                | -                | -  | -                    | -                    | -                    |                      |                      |
| 1998-1999  | Raiders de Prince Albert | LHOu       | 65    | 10               | 34               | 44               | 104              | 14               | 0  | 5                    | 5                    | 22                   |                      |                      |
| 1999-2000  | Raiders de Prince Albert | LHOu       | 62    | 27               | 55               | 82               | 124              | 6                | 3  | 2                    | 5                    | 6                    |                      |                      |
| 2000-2001  | Predators de Nashville   | LNH        | 75    | 2                | 14               | 16               | 48               | -                | -  | -                    | -                    | -                    |                      |                      |
| 2001-2002  | Predators de Nashville   | LNH        | 75    | 14               | 27               | 41               | 111              | -                | -  | -                    | -                    | -                    |                      |                      |
| 2002-2003  | Predators de Nashville   | LNH        | 82    | 12               | 22               | 34               | 101              | -                | -  | -                    | -                    | -                    |                      |                      |
| 2003-2004  | Predators de Nashville   | LNH        | 59    | 18               | 15               | 33               | 87               | 6                | 1  | 2                    | 3                    | 2                    |                      |                      |
| 2004-2005  | Vålerenga Ishockey       | UPC ligaen | 28    | 17               | 12               | 29               | 103              | 11               | 12 | 7                    | 19                   | 24                   |                      |                      |
| 2005-2006  | Predators de Nashville   | LNH        | 81    | 25               | 23               | 48               | 101              | 5                | 1  | 0                    | 1                    | 4                    |                      |                      |
| 2006-2007  | Predators de Nashville   | LNH        | 64    | 22               | 17               | 39               | 96               | 5                | 1  | 1                    | 2                    | 28                   |                      |                      |
| 2007-2008  | Flyers de Philadelphie   | LNH        | 80    | 24               | 19               | 43               | 159              | 17               | 3  | 4                    | 7                    | 20                   |                      |                      |
| 2008-2009  | Flyers de Philadelphie   | LNH        | 82    | 30               | 30               | 60               | 143              | 6                | 1  | 1                    | 2                    | 23                   |                      |                      |
| 2009-2010  | Flyers de Philadelphie   | LNH        | 81    | 14               | 30               | 44               | 155              | 23               | 8  | 9                    | 17                   | 25                   |                      |                      |
| 2010-2011  | Flyers de Philadelphie   | LNH        | 82    | 24               | 25               | 49               | 142              | 11               | 1  | 3                    | 4                    | 23                   |                      |                      |
| 2011-2012  | Flyers de Philadelphie   | LNH        | 82    | 37               | 30               | 67               | 136              | 11               | 3  | 5                    | 8                    | 15                   |                      |                      |
| 2012-2013  | Flyers de Philadelphie   | LNH        | 32    | 8                | 3                | 11               | 70               | -                | -  | -                    | -                    | -                    |                      |                      |
| 2013-2014  | Flyers de Philadelphie   | LNH        | 78    | 20               | 32               | 52               | 103              | 7                | 0  | 3                    | 3                    | 6                    |                      |                      |
| 2014-2015  | Blue Jackets de Columbus | LNH        | 77    | 28               | 32               | 60               | 100              | -                | -  | -                    | -                    | -                    |                      |                      |
| 2015-2016  | Blue Jackets de Columbus | LNH        | 79    | 23               | 26               | 49               | 112              | -                | -  | -                    | -                    | -                    |                      |                      |
| 2016-2017  | Blue Jackets de Columbus | LNH        | 78    | 13               | 24               | 37               | 63               | 4                | 0  | 0                    | 0                    | 0                    |                      |                      |
| 2017-2018  | Predators de Nashville   | LNH        | 62    | 13               | 11               | 24               | 82               | 4                | 0  | 0                    | 0                    | 0                    |                      |                      |
| Totaux LNH | Totaux LNH               | Totaux LNH | 1 249 | 327              | 380              | 707              | 1 809            | 99               | 19 | 28                   | 47                   | 146                  |                      |                      |

### Statistiques en équipe nationale
| Année | Équipe           | Compétition          |   | PJ | B | A | Pts | Pun      |  | Résultat |
| 2006  | Équipe du Canada | Championnat du monde | 9 | 1  | 0 | 1 | 4   | 4e place |  |          |

## Trophées et honneurs personnels
- 2001-2002 : participe au Match des jeunes étoiles de la LNH
- 2004-2005 : champion de Norvège avec Vålerenga Ishockey
- 2011-2012 : participe au Match des étoiles de la LNH